# Bezirksgemeinde Krāslava
Die Bezirksgemeinde Krāslava (lettisch Krāslavas novads) – wie alle Novadi Lettlands in rechtlichem Sinne eine Großgemeinde – liegt im äußersten Südosten Lettlands in der historischen Landschaft Lettgallen. Ihr Verwaltungssitz ist in Krāslava.
Die Bezirksgemeinde entstand im Rahmen einer Verwaltungsreform zum 1. Juli 2021 durch den Zusammenschluss des alten Bezirks Krāslava mit dem  Bezirk Dagda und dem größten Teil des Bezirks Aglona, sodass sie dem Kreis Krāslava entspricht, der bis 2009 Bestand hatte.

## Geografie
Das Gebiet grenzt im Osten und Süden an Belarus, im Westen an die Bezirksgemeinde Augšdaugava, im Nordwesten an die Bezirksgemeinde Preiļi, im Norden and ie Bezirksgemeinde Rēzekne und im Nordosten an die Bezirksgemeinde Ludza.
In der Bezirksgemeinde liegen viele Seen, darunter der Sivers-See und der Ežezers als die größten sowie der Dridza-See als tiefster See des Baltikums. Wichtigste Flüsse sind die Düna (Daugava) und ihr Nebenfluss Dubna im Süden sowie die Sarjanka, ebenfalls ein Düna-Nebenfluss, in Nordosten.
Im Norden gehört ein Teil der Bezirksgemeinde zum Nationalpark Rāzna.

## Gliederung
Die Bezirksgemeinde umfasst die 2 Städte (pilsētas) Dagda und Krāslava sowie 24 Gemeinden (pagasti):
| - Andrupene - Andzeļi - Asūne - Auleja - Bērziņi - Dagda (Land) - Ezernieki - Grāveri | - Indra - Izvalta - Kalnieši - Kaplava - Kastuļina - Kombuļi - Konstantinova - Krāslava (Land) | - Ķepova - Piedruja - Robežnieki - Skaista - Svariņi - Šķaune - Šķeltova - Ūdrīši |

## Verkehr
Durch die Bezirksgemeinde verläuft die Staatsstraße A6 von Riga nach Pāternieki an der Grenze zu Belarus. Parallel dazu verläuft die Bahnstrecke von Daugavpils nach Wizebsk in Belarus mit Bahnhöfen in Krāslava und Indra.

## Demographie
2024 lebten in der Bezirksgemeinde 19.833 Einwohner, von ihnen waren 10.216 Letten, 4.543 Russen, 292 Ukrainer, 2.787 Belarussen, 1.058 Polen, 79 Litauer, 112 Roma, 8 Juden, 4 Esten sowie 734 Andere.

## Nachweise
1. ↑  Law on Administrative Territories and Populated Areas, likumi.lt, abgerufen am 14. Oktober 2021
2. ↑  Ethnic composition of Latvia 2024. Abgerufen am 31. Juli 2024.